# Самир Амин
Самир Амин (арап. سمير أمين; Каиро, 3. септембар 1931 — Париз, 12. август 2018) био је египатски економиста.
Самир Амин рођен је у Каиру, од оца Египћанина и мајке Францускиње (обоје лекари). Детињство и младост провео је у Порт Саиду; где је похађао француску средњу школу. Од 1947. до 1957. студирао је у Паризу, где је студирао политичке науке (1952) да би дипломирао статистику (1956) и економију (1957). У својој аутобиографији (1990) написао је да је само мали део времена посвећивао испитима, како би се што више посветио „акцији“.
Стигавши у Париз, Амин је постао члан Комунистичке партије Француске (PCF), али се касније дистанцирао од совјетског марксизма и прикључио се маоистичким круговима. Са неколицином колега штампао је часопис под насловом Étudiants Anticolonialistes.
Након дипломирања, Амин се враћа у Каиро, где је од 1957. до 1960. године радио као истраживач у државном Институту за економски менаџмент. Затим одлази из Каира, да би постао саветник у Министарству за планирање у Бамаку (Мали) од 1960. до 1963. године.
Од 1963. понуђена му је стипендија у Афричком институту за економски развој и планирање. До 1970. ради на овом Институту, а такође и као професор на у Универзитетима у Дакару и Паризу. Године 1970. постаје директор Афричког института за планирање и развој. Године 1980. Амин напушта Институт и постаје директор Форума Трећег света у Дакару.